# Grizli
Grizli (znanstveno ime Ursus arctos horribilis) je podvrsta rjavega medveda, ki živi v višavjih Severne Amerike in ob rekah.
Grizliji so predvsem samotarske živali, vendar se vsako leto zbirajo ob potokih, jezerih in rekah v času, ko se drstijo lososi. Samica skoti letno povprečno od enega do štiri mladiče, po navadi po dva naenkrat. Mladiči so majhni in tehtajo le okoli 500 gramov, medtem ko odrasla žival tehta okoli 200 kg, odvisno od spola (samice so večinoma lažje). Samice so zaščitniške, če se počutijo ogrožene oz. če mislijo, da so ogroženi njeni mladiči.

## Ime
Beseda grizli, prvotno angleško grizzly (grizzly bear) v prevodu pomeni sivkast, zaradi sivih dlak na grizlijevem kožuhu. Res pa je, da je naravoslovec George Ord (l. 1815), ki je tako tega medveda uradno poimenoval, le zamešal ime z besedo grisly, ki je prevod latinske besede horribilis v staro angleščino.